# Xã Freedom, Quận Lafayette, Missouri
Xã Freedom (tiếng Anh: Freedom Township) là một xã thuộc quận Lafayette, tiểu bang Missouri, Hoa Kỳ. Năm 2010, dân số của xã này là 3.546 người.